# Sokszínű mulgapapagáj
A sokszínű mulgapapagáj (Psephotellus varius), korábban sokszínű papagáj, a madarak osztályának a papagájalakúak (Psittaciformes) rendjéhez, ezen belül a szakállaspapagáj-félék (Psittaculidae) családjához tartozó faj.

## Rendszerezése
A fajt Austin Hobart Clark amerikai zoológus írta le 1910-ben, a Psephotus nembe Psephotus varius néven. Egyes szervezetek jelenleg is ide sorolják.

## Előfordulása
Dél-Ausztrália területén honos. Természetes élőhelyei a szubtrópusi és trópusi szavannák és cserjések, édesvizű mocsarak környékén. Állandó, nem vonuló faj.

## Megjelenése
Testhossza 28 centiméter és testtömege 50-70 gramm.  A hím smaragdzöld és sárga-narancsszínű foltokat visel, a tojó alapszíne barnászöld.
|  |  |

## Életmódja
A madár párosan vagy kisebb csapatokban él. Magokkal és gyümölcsökkel táplálkozik.

## Szaporodása
A fészekalja 5-7 tojásból áll, melyen 21 napig kotlik. A fiókák 28 napos korukban repülnek ki.

## Természetvédelmi helyzete
Az elterjedési területe rendkívül nagy, egyedszáma ugyan csökken, de még nem éri el a kritikus szintet. A Természetvédelmi Világszövetség Vörös listáján nem fenyegetett fajként szerepel.